# Anne Pedersdotter
Anne Pedersdotter is een toneelstuk van Hans Wiers-Jenssen.

## Toneelstuk

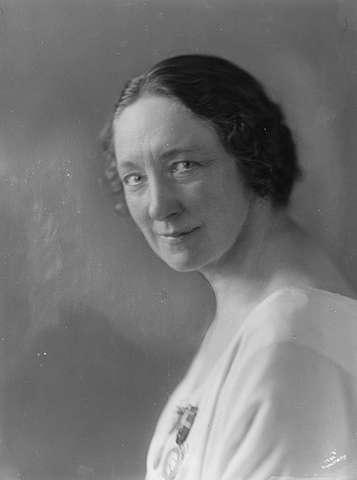
Johanne Dybwad

Anne Pedersdotter is een historisch drama in vier aktes dat in 1908 op papier werd gezet. De titel verwijst naar de vermeende heks Anne Pedersdotter uit Bergen rond 1590. Het toneelstuk volgt niet nauwgezet de historische tijdlijn, maar is een vrije interpretatie. Het verhaal van het toneelstuk is dat van een liefde tussen Anne en haar stiefzoon Martin, de liefde zou zij via hekserij verkregen hebben. Uiteindelijk belandt Anne op de brandstapel. Het toneelstuk ging in première op 12 februari 1908 in het Nationaltheatret van Oslo. Rollen zijn er voor Anne Pedersdotter, Absalon Pederssøn (meneer Petersdotter), Martin, Merete Beyer, Meester Johannes, Meester Laurentius, De bisschop en heks Herlofs-Marte. De eerste voorstellingen werden geleid door Halfdan Christensen met in de hoofdrollen Johanne Dybwad (Anne), Stub Wiberg (haar man) en August Oddvar (Martin). Na de eerste twintig voorstellingen in Oslo vertrok het toneelstuk naar Bergen en ging vervolgens de gehele wereld over. Het toneelstuk werd in het Nationaltheatret met lange tussenpauzes weer opgevoerd. In 1924, 1941, 1967 en 1999 kwam het daar weer op de planken.  

### Muziek
Het toneelstuk werd tijdens opvoeringen in Oslo in 1908 begeleid door muziek, uitgekozen door Johan Halvorsen. Hij koos daartoe uit muziek van Pjotr Iljitsj Tsjaikovski (ouverture  Jevgeni Onegin), Edvard Grieg (Rigaudon uit de Holbergsuite), Jules Massenet (muziek uit Scènes pittoresques) en een psalm (Jam moesta quiesca querela). Bovendien schreef hij zelf ook nog enige muziek, die niet verder kwam dan manuscriptvorm.

## Bewerkingen
Het toneelstuk werd door Ottorino Respighi gebruikt voor zijn opera La fiamma (1934). In 1971 deed Edvard Fliflet Bræin hetzelfde met librettist Hans Kristiansen. In 1943 was er een speelfilm Vredens Dag van Carl Theodor Dreyer.